# Verbreitungsverbot
Von Verbreitungsverbot spricht man, wenn aufgrund strafrechtlicher Vorschriften bestimmte Inhalte nicht verbreitet werden dürfen.
Das Verbreitungsverbot erstreckt sich grundsätzlich auf alle Inhalte, die gegen einen Straftatbestand verstoßen. Vom Verbreitungsverbot erfasst werden:
- Harte Pornografie (Gewaltpornografie, Tierpornografie, § 184a StGB), Kinderpornografie (auch Besitzverbot, § 184b StGB) und Jugendpornografie (auch Besitzverbot, § 184c StGB)
- Sexpuppen mit kindlichem Erscheinungsbild (auch Besitzverbot, § 184l StGB)
- Gewaltdarstellung (§ 131 StGB)
- Propagandamittel verfassungswidriger und terroristischer Organisationen (§ 86 StGB)
- Kennzeichen verfassungswidriger und terroristischer Organisationen (§ 86a StGB).
- Volksverhetzung (§ 130 StGB).

Neben den genannten Inhalten, für die ein absolutes Verbreitungsverbot gilt, gibt es Inhalte, die einem eingeschränkten Verbreitungsgebot unterliegen. Hierbei spielen vor allem die Bestimmungen des Jugendschutzes eine Rolle, die die Verbreitung oder Zugänglichmachung bestimmter Inhalte – beispielsweise einfache Pornografie – an Kinder und Jugendliche untersagen (§ 184 StGB, Jugendschutzgesetz).